# 1990 en cyclisme
| Années du cyclisme : 1987 - 1988 - 1989 - 1990 - 1991 - 1992 - 1993    |
| Décennies du cyclisme : 1960 - 1970 - 1980 - 1990 - 2000 - 2010 - 2020 |

Les faits marquants de l'année 1990 en cyclisme.

## Par mois

### Mars
- 17 Gianni Bugno remporte Milan-San Remo.

### Avril
- 1er avril : Moreno Argentin gagne le Tour des Flandres.
- 8 avril :  le Belge Eddy Planckaert s'impose sur Paris-Roubaix.
- Eric Van Lancker gagne Liège-Bastogne-Liège.

### Mai
- 15 mai : le Tour d'Espagne est remporté par l'Italien Marco Giovannetti.

### Juin
- 6 juin : Gianni Bugno obtient la victoire sur le Tour d'Italie.

### Juillet
- 22 juillet : Greg LeMond gagne son troisième et dernier Tour de France.

### Septembre
- 2 septembre : Rudy Dhaenens devient champion du monde.

### Octobre
- 20 octobre :  le Français Gilles Delion s'offre la victoire sur le Tour de Lombardie.

## Championnats

### Principaux champions nationaux sur route
- Allemagne : Udo Bölts
- Belgique : Claude Criquielion
- Danemark : Brian Holm
- Espagne : Laudelino Cubino
- France : Philippe Louviot
- Italie : Giorgio Furlan
- Luxembourg : Pascal Kohlvelter
- Pays-Bas : Peter Winnen
- Suisse : Rolf Jaermann

## Principales naissances
- 7 janvier : Rasmus Christian Quaade, cycliste danois.
- 26 janvier : Peter Sagan, cycliste slovaque.
- 4 février : Nairo Quintana, cycliste colombien.
- 7 mars : Artur Ershov, cycliste russe.
- 14 mars : Jolien D'Hoore, cycliste belge.
- 18 avril : Anna van der Breggen, cycliste néerlandaise.
- 26 avril : Albert Torres, cycliste espagnol.
- 8 mai : Luke Davison, cycliste australien.
- 28 mai : Rohan Dennis, cycliste australien.
- 29 mai : Thibaut Pinot, cycliste français.
- 2 juin : Michał Kwiatkowski, cycliste polonais.
- 27 juin : Taylor Phinney, cycliste américain.
- 3 juillet : Fabio Aru, cycliste italien.
- 25 juillet : Nacer Bouhanni, cycliste français.
- 20 août : Ashlee Ankudinoff, cycliste australienne.
- 26 septembre : Michael Matthews, cycliste australien.
- 1er octobre : Chloe Hosking, coureuse australienne.
- 3 octobre : Johan Le Bon, cycliste français.
- 8 octobre : Sanne Cant, cycliste belge.
- 9 novembre : Romain Bardet, cycliste français.
- 10 novembre : Kristina Vogel, cycliste allemande.
- 11 novembre : Tom Dumoulin, cycliste néerlandais.

## Principaux décès
- 1er mars : Max Bulla, cycliste autrichien. (° 26 septembre 1905).
- 24 juillet : Pasquale Fornara, cycliste italien. (° 29 mars 1925).